# Казе Ферети (Пистоја)
Казе Ферети је насеље у Италији у округу Пистоја, региону Тоскана.
Према процени из 2011. у насељу је живело 44 становника. Насеље се налази на надморској висини од 79 м.